# Aliquota contributiva pensionistica di finanziamento
Nel sistema pensionistico obbligatorio italiano, l'aliquota contributiva pensionistica di finanziamento è una aliquota fiscale, ossia la percentuale da applicare al reddito imponibile di un lavoratore sia dipendente che autonomo o libero professionista (contributo soggettivo), ovvero all'imponibile IVA di un professionista (contributo integrativo), per determinarne la quota di contributi previdenziali che debbono essere versati agli enti previdenziali, pubbliche amministrazioni che gestiscono forme di previdenza obbligatoria ovvero le assicurazioni sociali obbligatorie con sistema di gestione a ripartizione.

## Applicazione

### Modifiche della riforma delle pensioni Fornero
Nell'assicurazione generale obbligatoria con il sistema digestione a ripartizione dell'INPS, l'aliquota contributiva pensionistica di finanziamento è stata modificata con la Riforma delle pensioni Fornero del 2011.

#### Comma 22 - aumento delle aliquote di finanziamento e di computo per commercianti e artigiani
22. Con effetto dal 1º gennaio 2012 le aliquote contributive pensionistiche di finanziamento e di computo delle gestioni pensionistiche dei lavoratori artigiani e commercianti iscritti alle gestioni autonome dell'INPS sono incrementate di 1,3 punti
percentuali dall'anno 2012 e successivamente di 0,45 punti percentuali ogni anno fino a raggiungere il livello del 24 per cento.
| Anno | Aliquota |
| ---- | -------- |
| 2012 | 21,3%    |
| 2013 | 21,75%   |
| 2014 | 22,2%    |
| 2015 | 22,65%   |
| 2016 | 23,1%    |
| 2017 | 23,55%   |
| 2018 | 24%      |

Quindi con l'incremento delle aliquote contributive pensionistiche di finanziamento e di computo, si avrà nel tempo un aumento della pensione di vecchiaia determinata con il metodo di calcolo contributivo.

#### Comma 23 - aumento delle aliquote di finanziamento e di computo per coltivatori diretti e simili
23. Con effetto dal 1º gennaio 2012 le aliquote contributive
pensionistiche di finanziamento e di computo dei lavoratori
coltivatori diretti,  mezzadri e coloni iscritti alla relativa
gestione autonoma dell'INPS sono rideterminate come nelle Tabelle B e
C di cui all'Allegato n. 1 del presente decreto.

### Applicazione nelle casse di previdenza dei liberi professionisti
Nelle gestioni trasformate con il D.Lgs. 509/1994 o istituite con il D.Lgs. 103/1996 le aliquote contributive pensionistiche di finanziamento sono chiamate aliquota del contributo soggettivo e aliquota del contributo integrativo.

### Leggi
- Legge 8 agosto 1995, n. 335, in materia di "Riforma del sistema pensionistico obbligatorio e complementare."

### News
- Laura Cavestri, Fornero: le Casse non hanno sostenibilità a 50 anni, in Il sole 24 ore. URL consultato il 29 marzo 2013.
- Pensioni: Fornero, non pensabile siano più lunghe della vita lavorativa, in ASCA. URL consultato il 3 aprile 2013 (archiviato dall'url originale il 25 ottobre 2013).
- Se il Pil crolla le pensioni calano a picco, in La Repubblica. URL consultato il 12 aprile 2013.

### Web
- Sistemi finanziari di gestione dei fondi previdenziali e metodi di calcolo delle prestazioni, su docs.google.com. URL consultato il 20 marzo 2013.
- EVOLUZIONE DELLA LEGISLAZIONE PENSIONISTICA DI BASE, su lavoro.gov.it. URL consultato il 12 novembre 2020 (archiviato dall'url originale il 30 aprile 2013).
- Carlo A. Bollino, Elementi di economia politica, 4ª ed., Morlacchi Editore, 2008, ISBN 88-89422-38-6.